# Метрополитен Валенсии (Испания)
Метро Валенсии или Metrovalencia (бренд, под которым работает компания Ferrocarriles de la Generalidad Valenciana — комбинированная сеть метрополитена и трамвая в испанском городе Валенсия и его пригородах.
Это третий метрополитен, построенный в Испании после Мадридского и Барселонского, второй по длине после Мадрида, и четвёртый по пассажиропотоку после Мадрида, Барселоны и Бильбао.
Состоит из десяти линий. Из них пять — полноценные, большей частью подземные, линии метро — 1, 2, 3, 5 и 7; а четыре — трамвайные: 4, 6, 8 и 10

## История
Сеть метро в Валенсии является наследницей старой сети пригородных железных дорог известной как Trenet de Valencia (Валенсийский трамвай), связывающая столицу с близлежащими городами. Эта сеть по большей части была построена в конце XIX века. Изначально оператором линии был Sociedad Valenciana de Tranvías(es:Sociedad Valenciana de Tranvías), позднее Compañía de Tranvías y Ferrocarriles de Valencia(es:Compañía de Tranvías y Ferrocarriles de Valencia) и, наконец, Ferrocarriles Españoles de Vía Estrecha(es:FEVE).
Модернизация старой сети, прошедшая в 1980-х годах, привела к расширению и превращению в современный рельсовый транспорт, включающий в себя три линии метро и две линии трамвая. Южный и северный участки первой линии метрополитена первоначально были линиями пригородной электрички, в 1988 году они были соединены тоннелем, прошедшим под центром города. С этого момента началось сооружение новых линий метрополитена и трамвая (полностью наземные линии 4 и 6).
3 июля 2006 года авария в валенсийском метро, в которой два поезда сошли с рельсов на станции Jesús, привела к 43 человеческим жертвам и 47 раненому человеку.

## Линии и станции

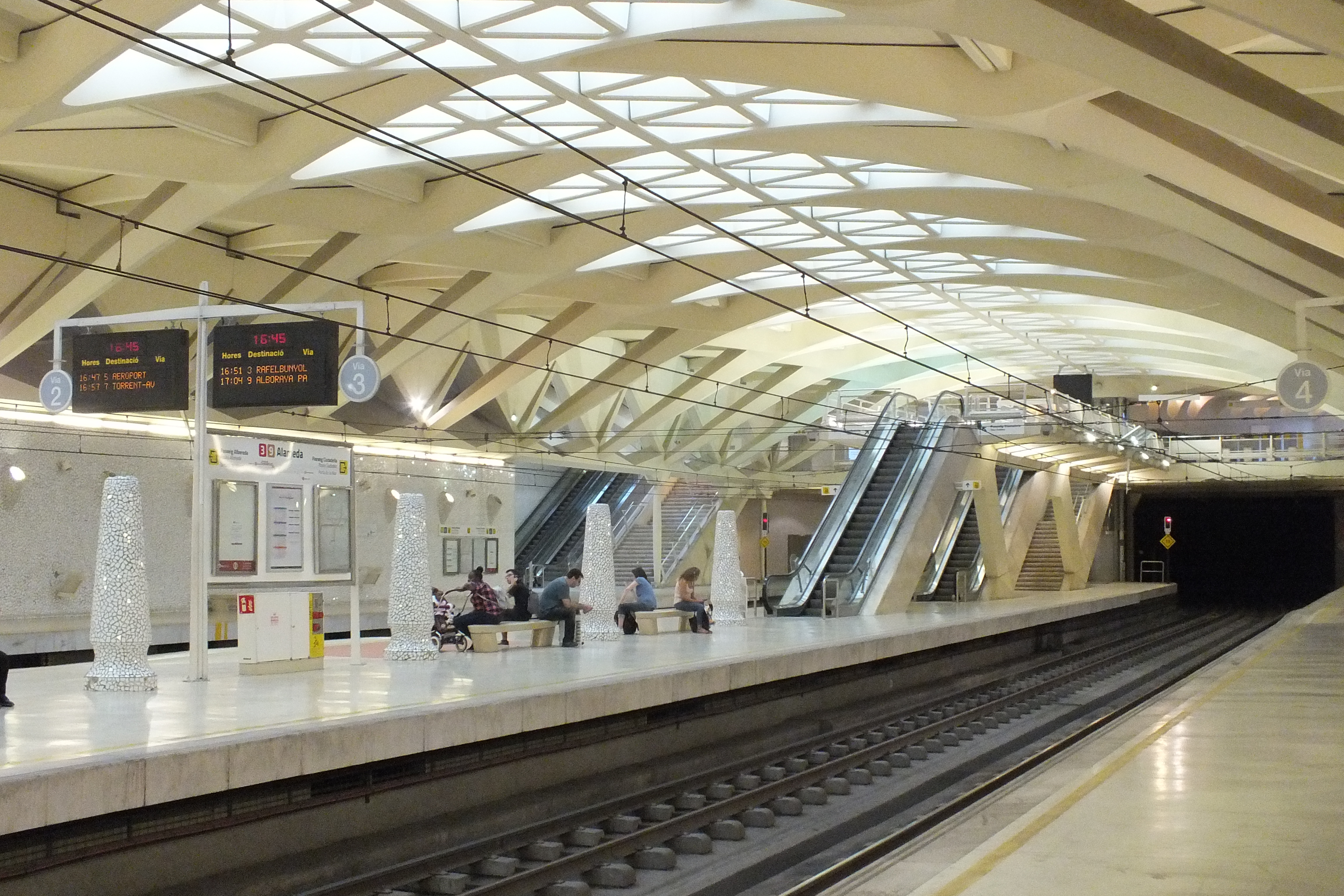
Станция «Аламеда», одна из наиболее загруженных, содержит 4 пути

| Линия | Длина   | Станций      | Пассажиропоток на 2015 |
|       | 70,2 км | 40 станций   | 10.592.826             |
|       | 39,8 км | 33 станции   | 7.005.223              |
|       | 24,7 км | 27 станций   | 13.138.596             |
|       | 15,9 км | 33 остановки | 6.218.834              |
|       | 13,0 км | 18 станций   | 9.562.184              |
|       | 10,7 км | 21 остановка | 2.154.222              |
|       | 15,5 км | 16 станций   | 5.315.240              |
|       | 1,2 км  | 4 остановки  | 507.802                |
|       | 23,4 км | 22 станции   | 6.191.662              |

## Технические характеристики
Ширина колеи — 1000 мм, напряжение — 750/1500 В, ток подаётся по контактным проводам. Из общей длины линий 143,8 км только 24,2 км проходят в тоннеле (из 171 станций и остановок лишь 31 — подземная).
Платформы метро Валенсии встречаются и островного и берегового типа. Многие из них обслуживают поезда сразу несколько линий, поэтому при посадке нужно внимательно смотреть направление поезда.